# Mérsékelten fenyegetett faj
Mérsékelten veszélyeztetettnek nevezzük azokat az élőlényfajokat, illetve alfajokat, amelyek jelenleg még kihalással nem fenyegetettek, de annak határán vannak.
Az ilyen fajokat, alfajokat a Természetvédelmi Világszövetség Vörös Listája a Mérsékelten fenyegetett (Near Threatened) kategóriába sorolja, rövidítése NT.
A Vörös Lista a kategóriát a következőképpen határozza meg:

„Egy taxon »Mérsékelten fenyegetett«, ha a vizsgálatok alapján nem sorolható a »Súlyosan veszélyeztetett«, a »Veszélyeztetett«, a »Sebezhető« vagy a »Nem fenyegetett« kategóriák egyikébe sem, de az adatok szerint közel áll hozzá, hogy a közeljövőben e tekintetben megfeleljen a kritériumoknak.”

– IUCN, Red List Categories and Criteria version 3.1